# László Keglovich
László Keglovich, född 4 februari 1940 i Sopron, är en ungersk före detta fotbollsspelare.
Keglovich blev olympisk guldmedaljör i fotboll vid sommarspelen 1968 i Mexico City.